# Беспалов, Валерий Алексеевич
Вале́рий Алексе́евич Беспа́лов (укр. Валерій Олексійович Беспалов; род. 21 сентября 1957, Лесовка, Сталинская область, Украинская ССР, СССР) — советский, украинский энергетик, работавший инженером-механиком на Чернобыльской АЭС. Участник ликвидации последствий аварии на Чернобыльской АЭС. Герой Украины (2019).

## Биография
Валерий Беспалов родился 21 сентября 1957 года в селе Лесовка, Сталинской области. В 1980 году окончил Одесский национальный политехнический университет по специальности инженер-теплоэнергетик, тогда же начал работать на Чернобыльской АЭС.
Участвовал в ликвидации последствий  аварии на Чернобыльской АЭС. Вместе с Алексеем Ананенко и Борисом Барановым спускал воду из четвёртого энергоблока Чернобыльской АЭС.
С 1989 по 1991 годы работал на должности инженера-конструктора в проектном институте «Укргипроэнерго» в Киеве. В 1992 году вновь начал работать на Чернобыльской АЭС. В 2012 году стал диспетчером группы мониторинга ядерных установок в НАЭК «Энергоатом».

## Награды
- Звание Герой Украины с вручением ордена «Золотая Звезда» (27 июня 2019) — «за героизм и самоотверженные действия, проявленные при ликвидации аварии на Чернобыльской АЭС»[1][2];
- Орден «За мужество» III степени (25 апреля 2018) — «за значительный личный вклад в преодоление последствий Чернобыльской катастрофы, обнаруженные самоотверженность и высокий профессионализм, многолетнюю плодотворную общественную деятельность и по случаю Международного дня памяти о Чернобыльской катастрофе»[3];
- Орден «Знак Почёта» (1989);
- Почётный знак отличия МЧС Украины (2008)[4].